# بچه‌های برزیلی (مجموعه تلویزیونی)
بچه‌های برزیلی (پرتغالی: Brichos) یک مجموعه تلویزیونی پویانمایی برزیلی است که بر اساس فیلم به همین نام ساخته شده‌ است. این مجموعه در ۱ فصل از ۱۷ آوریل ۲۰۱۴ تا ۲۶ ژانویه ۲۰۱۶ از شبکهٔ تی‌وی‌ برزیل پخش شد.

## شخصیت‌ها
- تالس یک جگوار که رهبر باند است.
- ژایرزینیو یک بینی‌خرس‌.
- باندیرا یک مورچه‌خوار بزرگ آبی با یک مو قهوه‌ای.
- دومونت‌زینیو یک هورنرو حنایی که نابغه باند است.
- راتائو یک دوزهدان‌ها که راهزن ویلا دوس بریچوس است.
- راتائوزینیو یک موش قهوه‌ای که فرزند پسر راتائو است.
- پاتریشیا "پاکا" یک پاکا صورتی.
- میشل "میکا" یک تامارین شیری طلایی که خواننده گروه "سومبریکاس" است.
- ژاکلین "جاکا" یک کیمن سیاه.
- جگوار یک جگوار که رهبر بزرگ ویلا دوس بریچوس، معلم مدرسه و پدر تالس و تمیس است.
- پی. دومونت یک هورنرو حنایی که پدر دومونت‌زینیو است.
- روبینلسون یک کیمن سیاه که دوست جگوار و پی. دومونت و پدر جاکا و نلسینیو است.
- مادام ایسیس یک پرتوماهی بنفش با قدرت‌های ماوراء‌طبیعی.
- اونسیلیا یک جگوار با یک مو خاکستری که معلم ریاضی و مادر تالس و تمیس است.
- تمیس یک جگوار کوچولو که برادر جوانتر تالس است.
- جوجو کامارو یک طوطی سبز با یک موی بلوند که مجری برنامه "جوجو کامارو" است.
- دونا جینا یک تاپیر صورتی که مادر خوانده ژایرزینیو است.
- دکتر سولا یک عقاب که نگهبان عدالت و آداب و رسوم خوب ویلا دوس بریچوس است.
- اولاوو یک مورچه‌خوار بزرگ آبی که یک نظامی بازنشسته و پدر باندیرا است.
- اولیویا یک مورچه‌خوار بزرگ آبی که مادر باندیرا است.
- جارینا یک کیمن سیاه که مادر جاکا و نلسینیو است.
- نلسینیو یک کیمن سیاه کوچولو که برادر جوانتر جاکا است.
- سام بالدیگل یک عقاب سرسفید که یک اجرایی بین‌الملل و شریک راتائو است.
- مایا یک ببر بنگال هندی که یکی از شاگردان مادام ایسیس است.
- آقای بردستروی یک سگ بول تریر کوچک که رئیس حریص و تاجر آژانس "برین‌فارست" است.
- ال كوركوفا یک شتر یک‌کوهانه عربی تروریستی.
- فرنان یک سگ باست هوند زرد تیره که یکی از سرسپردگان راتائو است.
- باربا یک گربه زرد که یکی از سرسپردگان راتائو است.
- آمر یک موش قهوه‌ای که یکی از سرسپردگان راتائو است.
- عبدالله-عزیز یک مارمولک سبزآبی عربی که رئیس یک باندی به نام "لاگارگس" است.
- جیمز بود یک بز خاکستری که یک مأمور مخفی حکومت بریتانیایی و همچنین یک پارودی جیمز باند است.
- آراروگالو یک مکائو سرخ.
- خاله ساپا یک قورباغه پیر که نگهبان بزرگ سنت‌های جنوب است.
- مانوئل یک گاو دریایی آبی که معلم شنا است.
- لتیسیا ون در بورگر یک گاو آلمانی که دوست‌دختر مانوئل است.
- خاله کالانگینها یک مارمولک خاکستری پیر که نگهبان بزرگ سنت‌های شمال است.
- پاندا کوچولو یک پاندا چینی.
- کپیر یک سگ آبی.
- خاله تاتوزینها یک آرمادیلو بژ پیر که نگهبان بزرگ سنت‌های روستایی است.
- رودریگو یک گراز ژورنالیست.
- ماتوسا یک لاک‌پشت سبز ۹۰۰ ساله.
- دکتر نوربرتو یک اختاپوس بنفش که روان‌شناس لاکانی ویلا دوس بریچوس است.
- استاد سوکوری یک آناکوندا که استاد بزرگ هنرهای رزمی ویلا دوس بریچوس است.
- الکستر یک پرنده خاکستری که شاگرد و دستیار مادام ایسیس است.